# معتمدية المدينة
معتمدية المدينة إحدى معتمديات الجمهورية التونسية، تابعة لولاية تونس.

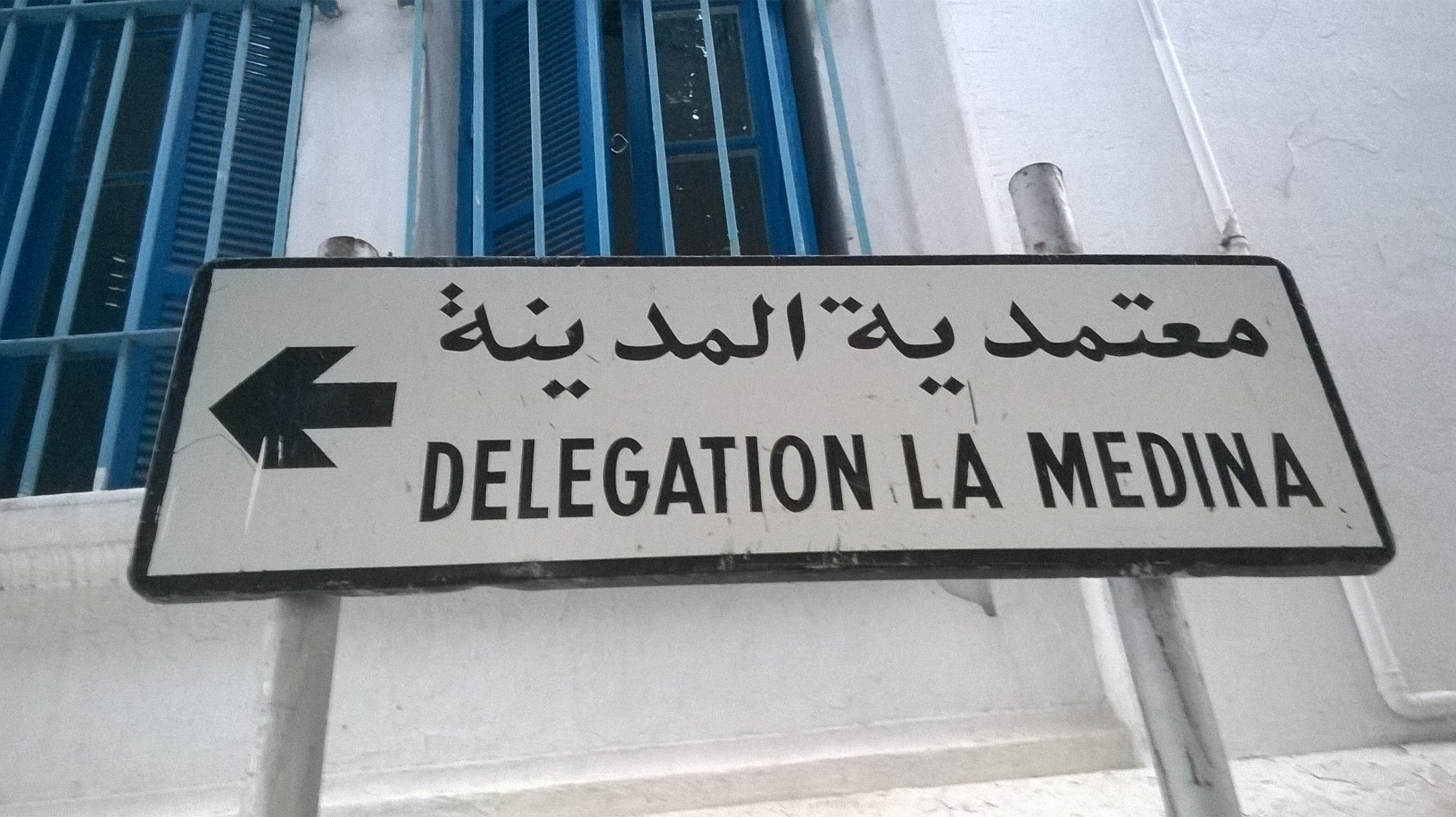
معتمدية المدينة